# Jiménez (Misamis Occidental)
Jiménez es un municipio filipino de tercera categoría, situado al norte de la isla de Mindanao. Forma parte de la provincia de Misamis Occidental situada en la Región Administrativa de Mindanao del Norte en cebuano Amihanang Mindanaw, también denominada Región X. 
Para las elecciones está encuadrado en el Primer Distrito Electoral.

## Barrios
El municipio de Jiménez se divide, a los efectos administrativos, en 24 barangayes o barrios, conforme a la siguiente relación:
| - Adorable - Butuay - Carmen - Corrales - Dicoloc - Gata | - Guintomoyán - Malibacsán - Macabayao - Matugas Alto - Matugas Bajo - Mialem | - Naga (Población) - Palilán - Nacional (Población) - Rizal (Población) - San Isidro - Santa Cruz (Población) | - Sibaroc - Sinara Alto - Sinara Bajo - Seti - Tabo-ó - Taraka (Población) |  |

## Historia

### Influencia española
La provincia de Misamis, creada en 1818, formaba parte de la Capitanía General de Filipinas (1520-1898). Estaba dividida en cuatro partidos.
El Partido de Misamis comprendía los fuertes de Misamis y de Iligán además de Luculán e Initao.

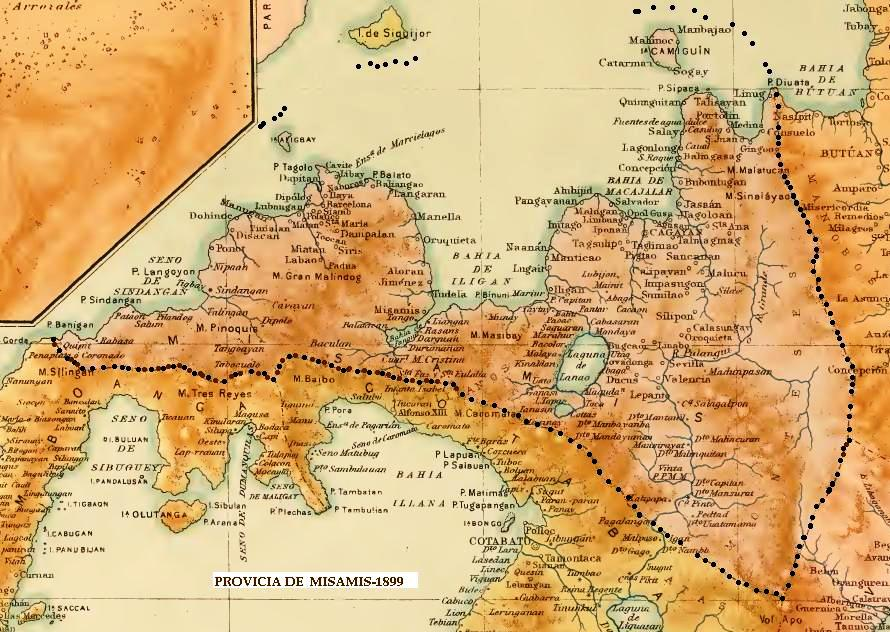
El Distrito 2º de Misamis en 1899.

A principios del siglo XX la isla de Mindanao se hallaba dividida en siete distritos o provincias, uno de los cuales era el Distrito 2º de Misamis, su capital era la villa de Cagayán de Misamis y del mismo dependía la comandancia de Dapitan.
Uno de sus pueblos era Jiménez poblado por  8.582 almas.

### Ocupación estadounidense
El gobierno civil de la provincia de  Misamis fue establecido el 15 de mayo de 1901.
El 2 de noviembre de 1929, durante la ocupación estadounidense de Filipinas, la Misamis fue dividida en dos provincias: Misamis Oriental y Misamis Occidental.
Misamis Occidental comprende nueve municipios: Baliangao, López Jaén, Tudela, Clarín, Plaridel, Oroquieta, Alorán, Jiménez y Misamis.

### Independencia
El 30 de agosto de 1949 fue creado el municipio de Sinacabán, formado por los barrios de Sinacaban, sede del consistorio, Sinonoc, Libertad, parte sur del barrio de Macabayao, y los sitios de Tipan, Katipunan, Estrella, Flores, Senior, Adorable, San Isidro, Cagayanon, Kamanse, Kulupan y Libertad Alto, todos hasta ahora pertenecientes al municipio de Jiménez.
El  8 de febrero de  1982 fue creado el municipio de Don Mariano Marcos del que pasan a formar parte los barrios de Nueva Vista de Mansguán, Gandaguán y Liboron. El ayuntamiento se sitúa en el barrio de Tuno.